# Eurygenium
Eurygenium è un genere estinto di mammiferi notoungulati, appartenente ai tossodonti. Visse nell'Oligocene superiore (circa 28 - 24 milioni di anni fa) e i suoi resti fossili sono stati ritrovati in Sudamerica.

## Descrizione
Questo animale era di dimensioni medie; la specie meglio conosciuta, Eurygenium pacegnum, doveva essere lunga circa 80 centimetri e pesante circa 10 chilogrammi. Il corpo era relativamente compatto, con zampe più robuste rispetto ad altri animali simili come Rhynchippus; al contrario di quest'ultimo, inoltre, Eurygenium era dotato di zampe anteriori tetradattile e di un terzo trocantere sul femore vicino alla linea mediana del femore. In Rhynchippus, il terzo trocantere era situato in posizione prossimale. Il cranio di Eurygenium era caratterizzato da un muso corto e ampio, con arcate zigomatiche robuste ed espanse lateralmente. La fila dentaria era priva di diastema; come in tutti i notoippidi, premolari e molari erano dotati di una corona molto alta (ipsodonti). I premolari superiori erano privi di cingolo anterolinguale, mentre il cingolo posterolinguale era ridotto. Il cingolo degli incisivi inferiori era ridotto o assente, mentre i premolari e i molari inferiori erano dotati di una fossetta al limite trigonide-tallonide, ma non vi era alcuna fossetta nell'entolofide. 

## Classificazione
Eurygenium è un membro dei notoippidi, una famiglia probabilmente parafiletica di notoungulati tossodonti. In particolare, Eurygenium era un rappresentante basale di un gruppo di notoippidi piuttosto derivato, comprendente numerose forme come Argyrohippus e Rhynchippus. 
Eurygenium venne descritto per la prima volta da Florentino Ameghino nel 1895, sulla base di resti fossili ritrovati in terreni dell'Oligocene superiore nella regione argentina della Patagonia, nella provincia di Chubut. La specie tipo è Eurygenium latirostris, ma lo stesso Ameghino descrisse anche la specie E. normalis, anch'essa dell'Oligocene superiore della Patagonia. Nel 1997 venne invece descritta la specie E. pacegnum, sulla base di esemplari relativamente completi provenienti dalla zona di Salla, in Bolivia.